# (2353) Alva
(2353) Alva es un asteroide perteneciente al cinturón de asteroides, descubierto el 27 de octubre de 1975 por Paul Wild desde el Observatorio de Berna-Zimmerwald, Berna, Suiza.

## Designación y nombre
Designado provisionalmente como 1975 UD. Fue nombrado Alva en homenaje a “Alva” una novia del descubridor.